# Antoni Sivera
Antoni Miguel Sivera Peris (ur. 13 kwietnia 1978) – piłkarz andorski grający na pozycji obrońcy. W swojej karierze rozegrał 23 mecze w reprezentacji Andory.

## Kariera klubowa
Swoją karierę piłkarską Sivera rozpoczął w klubie FC Santa Coloma. W sezonach 2000/2001, 2002/2003 i 2003/2004 wywalczył z nim trzy mistrzostwo Andory. Zdobył z nim też cztery Puchary Andory w sezonach 2000/2001, 2002/2003, 2003/2004 i 2004/2005. W sezonie 2005/2006 grał we francuskim US Luzenac. W sezonie 2006/2007 ponownie występował w FC Santa Coloma, z którym zdobył puchar kraju. W latach 2007–2010 był zawodnikiem hiszpańskiego CD El Campello, grającego w lidze regionalnej Hiszpanii. W 2010 roku zakończył karierę.

## Kariera reprezentacyjna
W reprezentacji Andory Sivera zadebiutował 14 kwietnia 2004 roku w zremisowanym 0:0 towarzyskim meczu z Chinami, rozegranym w Peraladzie. W swojej karierze grał w: eliminacjach do MŚ 2006 i eliminacjach do Euro 2008. Od 2004 do 2007 roku rozegrał w kadrze narodowej 23 spotkania.